# علم باريس
علم باريس مقسم عموديا باللونين التقليديين لمدينة باريس وهما الأزرق والأحمر، حيث أن كلا اللونين مميزان ولهما شعبية في المدينة ويتوسطهما الشعار الخاص بمدينة باريس. يقال أن اللون الأزرق يشير إلى القديسة جينفيف، والأحمر يشير إلى القديس دينيس. 
ألوان علم باريس في الأصل مكونة من الخطين الأزرق والأحمر من العلم الفرنسي، بالإضافة إلى الشريط الأبيض الذي يرمز إلى الملكية. واعتمدت ألوان العلم الفرنسي كخيار كوكارد خلال المراحل الأولى من الثورة الفرنسية، وذلك عندما كانت البلاد لا تزال في طريقها إلى أن تصبح ملكية دستورية.

## أعلام مشابهة في التصميم
- علم الدولة البابوية
- علم روما
- علم قطانية
- علم نابولي